# 旧大乗院庭園

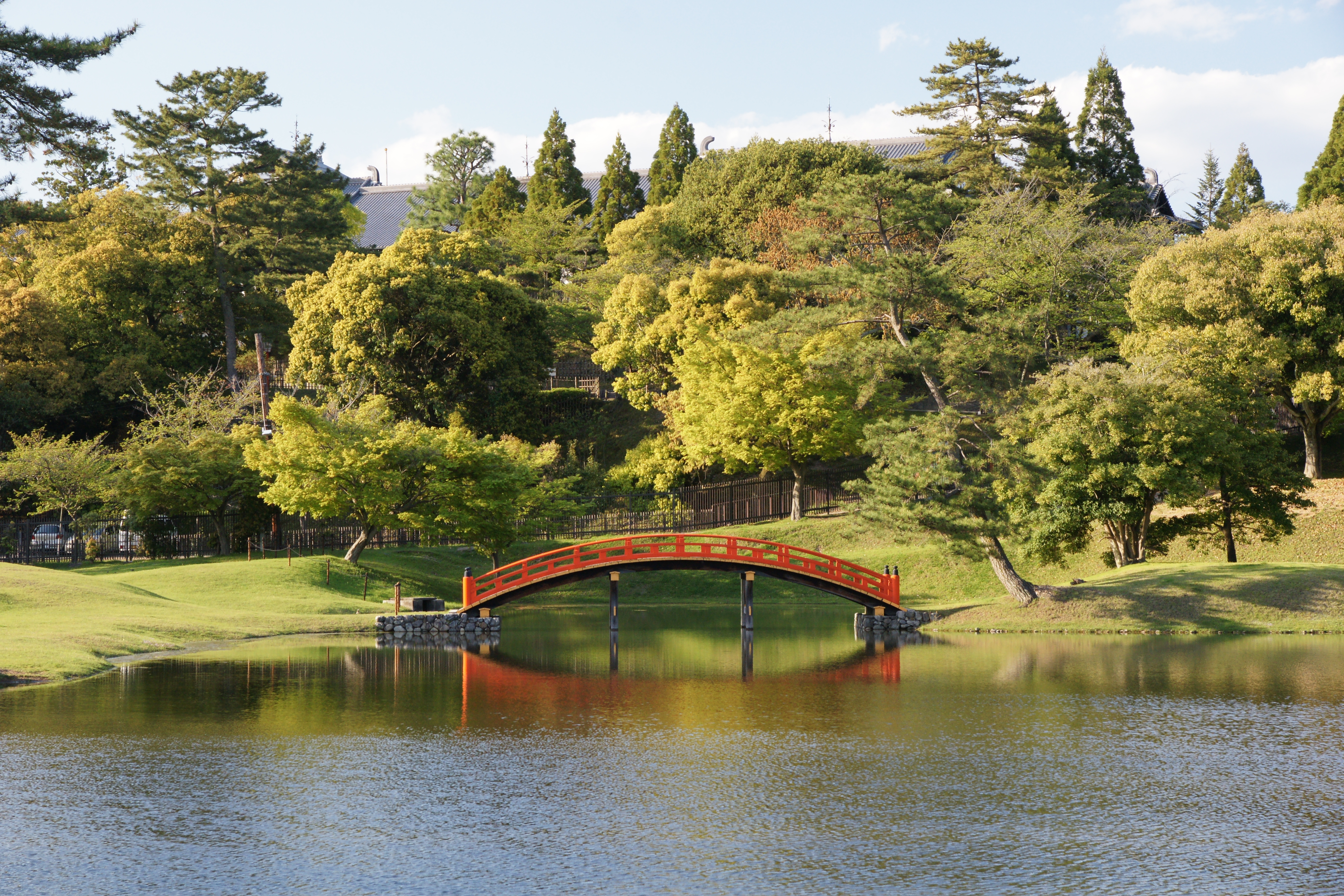
東大池

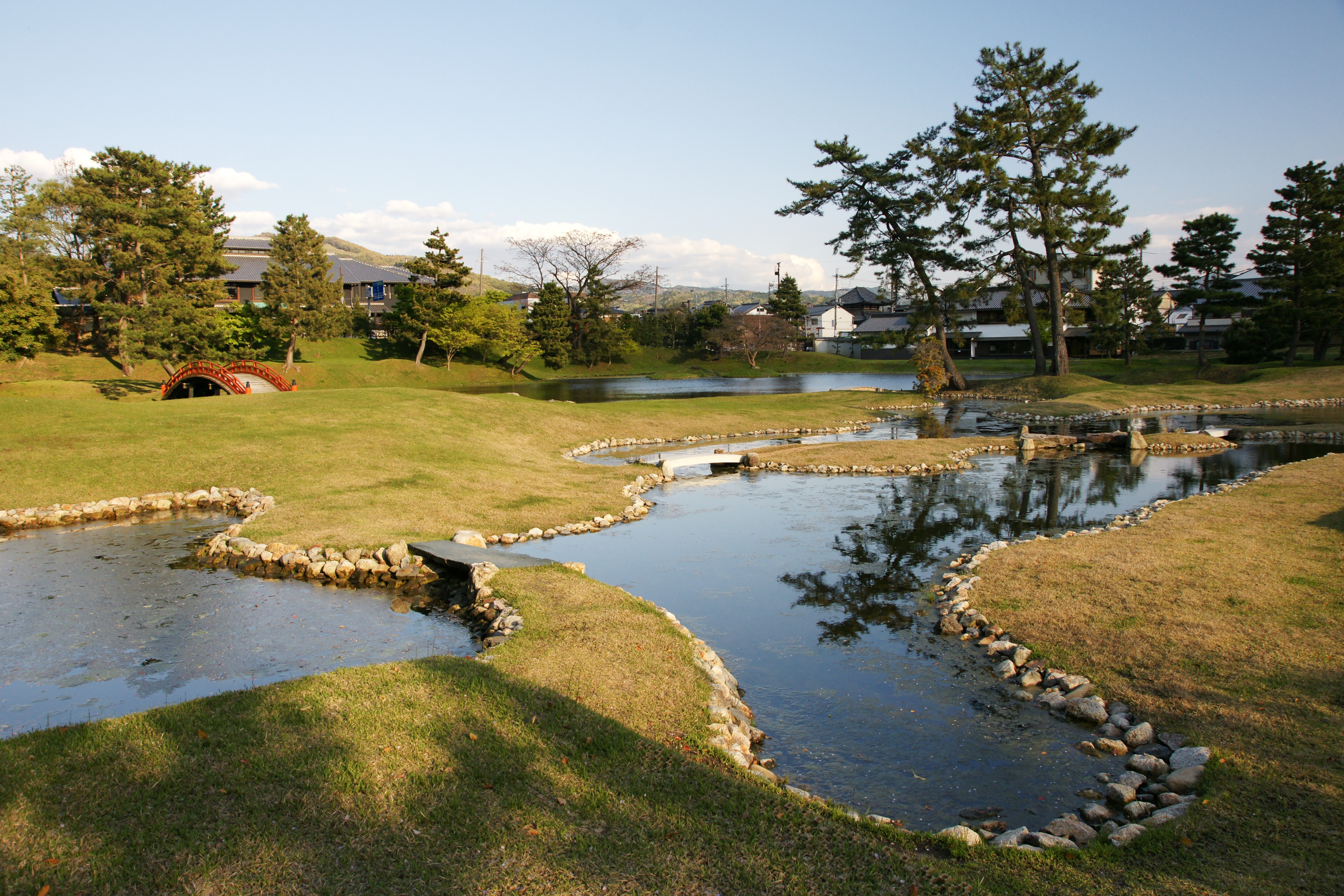
西小池

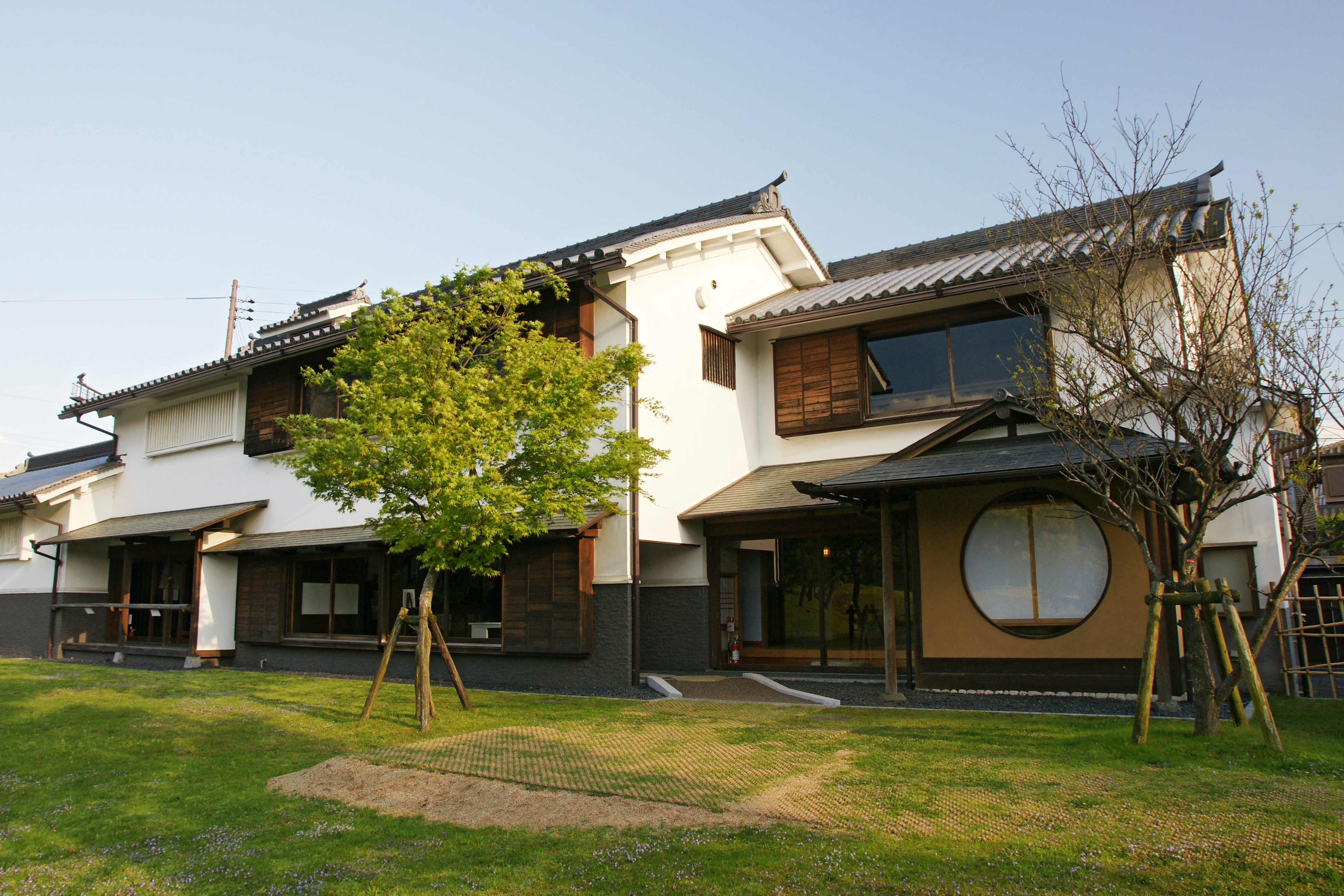
名勝大乗院庭園文化館

旧大乗院庭園（きゅうだいじょういんていえん）は奈良県奈良市高畑町にある日本庭園。国の名勝。

## 概要
興福寺の門跡寺院である大乗院の寛治元年（1087年）創建と同時に築造された庭園は、12世紀における平重衡による南都焼討で被災し、興福寺別院である定禅院跡地に移築されたが、ここも15世紀中期の徳政一揆で荒廃したため、復興を目的に尋尊が慈照寺（銀閣寺）庭園を作った善阿弥父子を招いて池泉回遊式庭園を改造させた。以降、明治初頭まで南都随一の名園と称えられた。
大乗院は廃仏毀釈の影響で明治初年に廃寺となったが庭園は残され、戦後その一部が整備され、森蘊による研究なども奏功して、昭和33年（1958年）に国の名勝に指定された。1973年からは日本ナショナルトラストが管理することとなった。
平成7年（1995年）から奈良国立文化財研究所（現・奈良文化財研究所）による発掘調査と並行して復原工事が進められた。平成12年（2000年）秋の調査では東池と西池の中間に2つの小さな丘と、その間に掘削された溝が発掘された。翌13年（2001年）の調査では小さな滝と中島を備えた池が発見され、北池と仮称された。平成22年（2010年）に復原事業が完成。現在は、一般来園者が庭園内を散策することができる。

## 名勝大乗院庭園文化館
財団法人日本ナショナルトラストが庭園の南端に建設した休憩所を備えた博物館。館内には大乗院の復元模型や大乗院に関する資料が展示されている。1階に休憩スペースが広く取られており、そこからは庭園を一望できる。復元した楽人長屋土塀を外構としている。

## 所在地
〒630-8301 奈良県奈良市高畑町1083-1

## 交通アクセス
奈良交通「福智院町」または「奈良ホテル」下車すぐ。